# Acalitus orthomerus
Acalitus orthomerus är en spindeldjursart som först beskrevs av Hartford Hammond Keifer 1951.  Acalitus orthomerus ingår i släktet Acalitus och familjen Eriophyidae. Inga underarter finns listade i Catalogue of Life.